# Saut en hauteur féminin aux championnats du monde d'athlétisme 1991
Navigation
Rome, 1987 Stuttgart, 1993
L'épreuve du saut en hauteur féminin des championnats du monde d'athlétisme de 1991 s'est déroulée les 29 et 31 août de la même année, dans le Stade olympique national japonais d'alors, à Tokyo, remportée par l'Allemande Heike Henkel.

## Légende
du tableau de résultats suivant :
- – : hauteur de saut non tentée (en mètres).
- Hauteur atteinte :
  - o : dès le 1er essai,
  - xo : au 2e essai,
  - xxo : au 3e essai ;
- 3x : hauteur non atteinte au terme de 3 essais au maximum,
  - voire d'un seul (x-) ou de deux essais(s, xx(-))...

## Résultats

### Finale
| Rang               | Athlète            | Pays             | 1.84 | 1.87 | 1.90 | 1.93 | 1.96 | 1.98 | 2.00 | 2.02 | 2.05 | 2.07 | Marque | Notes |
| ------------------ | ------------------ | ---------------- | ---- | ---- | ---- | ---- | ---- | ---- | ---- | ---- | ---- | ---- | ------ | ----- |
| Médaille d'or      | Heike Henkel       | Allemagne        | –    | o    | –    | o    | –    | o    | o    | o    | o    | 3x   | 2.05   |       |
| Médaille d'argent  | Yelena Yelesina    | Union soviétique | o    | o    | o    | o    | o    | xo   | xx-  | x    |      |      | 1.98   |       |
| Médaille de bronze | Inha Babakova      | Union soviétique | o    | o    | o    | o    | o    | 3x   |      |      |      |      | 1.96   |       |
| 4                  | Beata Hołub        | Pologne          | o    | o    | xo   | xxo  | xo   | 3x   |      |      |      |      | 1.96   |       |
| 5                  | Birgit Kähler      | Allemagne        | o    | o    | o    | o    | 3x   |      |      |      |      |      | 1.93   |       |
| 6                  | Stefka Kostadinova | Bulgarie         | o    | xo   | o    | o    | 3x   |      |      |      |      |      | 1.93   |       |
| 7                  | Tamara Bykova      | Union soviétique | o    | o    | xo   | xxo  | 3x   |      |      |      |      |      | 1.93   |       |
| 8                  | Judit Kovács       | Hongrie          | o    | o    | o    | 3x   |      |      |      |      |      |      | 1.90   |       |
| 9                  | Šárka Nováková     | Tchécoslovaquie  |      |      |      |      |      |      |      |      |      |      | 1.90   |       |
| 10                 | Vanessa Ward       | Australie        |      |      |      |      |      |      |      |      |      |      | 1.90   |       |
| 11                 | Alison Inverarity  | Australie        |      |      |      |      |      |      |      |      |      |      | 1.87   |       |
| 12                 | Heike Balck        | Allemagne        |      |      |      |      |      |      |      |      |      |      | 1.84   |       |